# Gle Peurasan
Gle Peurasan är en kulle i Indonesien.   Den ligger i provinsen Aceh, i den västra delen av landet, 1 700 km nordväst om huvudstaden Jakarta. Toppen på Gle Peurasan är 296 meter över havet, eller 76 meter över den omgivande terrängen. Bredden vid basen är 0,56 km.
Terrängen runt Gle Peurasan är varierad.Runt Gle Peurasan är det glesbefolkat, med 18 invånare per kvadratkilometer. I omgivningarna runt Gle Peurasan växer i huvudsak städsegrön lövskog.